# Clinocentrus arcticus
Clinocentrus arcticus är en stekelart som beskrevs av Hellen 1927. Clinocentrus arcticus ingår i släktet Clinocentrus och familjen bracksteklar. Inga underarter finns listade i Catalogue of Life.